# ان‌جی‌سی ۷۰۳۲
ان‌جی‌سی ۷۰۳۲ (انگلیسی: NGC 7032) یک کهکشان مارپیچی است که در فاصله ۱۴۰ میلیون سال نوری از ما در صورت فلکی طاووس قرار دارد. قطر تخمینی آن ۷۱۳۷۰ سال نوری است. کهکشان NGC 7032 توسط اخترشناس جان هرشل در ۲۰ ژوئیه ۱۸۳۵ کشف شد.